# Stodart
Stodart je lahko:
- Robert Mackay Stodart, general
- Romeo Stodart, glasbenik
- Anthony Stodart, Baron Stodart of Leaston
- Edward William Stodart, umetnik